# باتواخالي
بُوطُوَكْهَلِي (بالبنغالية: পটুয়াখালী) مدينة تقع على الضفة الجنوبية لنهر لوكاثي في محافظة باريسال في بنغلاديش. وهو المقر الإداري لمنطقة بوطوكهلي وهي واحدة من أقدم المدن والبلديات في البلاد. تأسست مدينة بوطوكهلي في عام 1892. تغطي المدينة مساحة 27.03 كيلومتر مربع ويبلغ عدد سكانها 65,000 نسمة وفقًا لإحصاء عام 2011.

## المناخ
يظهر الجدول التالي التغييرات المناخية على مدار السنة لبوطوكهلي:
| البيانات المناخية لـباتواخالي     | البيانات المناخية لـباتواخالي | البيانات المناخية لـباتواخالي | البيانات المناخية لـباتواخالي | البيانات المناخية لـباتواخالي | البيانات المناخية لـباتواخالي | البيانات المناخية لـباتواخالي | البيانات المناخية لـباتواخالي | البيانات المناخية لـباتواخالي | البيانات المناخية لـباتواخالي | البيانات المناخية لـباتواخالي | البيانات المناخية لـباتواخالي | البيانات المناخية لـباتواخالي | البيانات المناخية لـباتواخالي |
| الشهر                             | يناير                         | فبراير                        | مارس                          | أبريل                         | مايو                          | يونيو                         | يوليو                         | أغسطس                         | سبتمبر                        | أكتوبر                        | نوفمبر                        | ديسمبر                        | المعدل السنوي                 |
| --------------------------------- | ----------------------------- | ----------------------------- | ----------------------------- | ----------------------------- | ----------------------------- | ----------------------------- | ----------------------------- | ----------------------------- | ----------------------------- | ----------------------------- | ----------------------------- | ----------------------------- | ----------------------------- |
| متوسط درجة الحرارة الكبرى °م (°ف) | 25.8 (78.4)                   | 28.2 (82.8)                   | 31.9 (89.4)                   | 33.1 (91.6)                   | 34.6 (94.3)                   | 31.4 (88.5)                   | 30.3 (86.5)                   | 30.5 (86.9)                   | 31.2 (88.2)                   | 31.2 (88.2)                   | 29.0 (84.2)                   | 26.3 (79.3)                   | 30.3 (86.5)                   |
| متوسط درجة الحرارة الصغرى °م (°ف) | 13.1 (55.6)                   | 16.0 (60.8)                   | 20.6 (69.1)                   | 24.1 (75.4)                   | 25.5 (77.9)                   | 25.7 (78.3)                   | 25.6 (78.1)                   | 25.6 (78.1)                   | 25.6 (78.1)                   | 24.1 (75.4)                   | 19.2 (66.6)                   | 14.4 (57.9)                   | 21.6 (70.9)                   |
| الهطول مم (إنش)                   | 12 (0.5)                      | 27 (1.1)                      | 51 (2.0)                      | 99 (3.9)                      | 242 (9.5)                     | 536 (21.1)                    | 586 (23.1)                    | 499 (19.6)                    | 348 (13.7)                    | 197 (7.8)                     | 47 (1.9)                      | 10 (0.4)                      | 2٬654 (104.5)                 |
| المصدر: Climate-data.org          |                               |                               |                               |                               |                               |                               |                               |                               |                               |                               |                               |                               |                               |

## أعلام
- مصطفى مجيد